# Meta temnostní
Meta temnostní, někdy též křižák temnostní (Meta menardi), je pavouk z čeledi čelistnatkovití (Tetragnathidae).

## Popis
Meta temnostní dosahuje velikosti 14 až 17 mm v případě samic a 11 až 12 mm v případě samců. Hlavohruď zabírá asi 5,5–6 mm z celkové délky těla. Zbarvení hlavohrudi je hnědavé až červenohnědé, navíc doplněné o tmavé lemování a tmavou centrální linku. Zadeček tohoto pavouka má vejčitý tvar a lesklý povrch, jeho zbarvení se pohybuje rovněž v hnědavých odstínech a vzorování tvoří velmi variabilní tmavší kresba, pro kterou je však typický pár velkých postranních skvrn v přední polovině zadečku. Někteří jedinci mají zadeček tmavý a kresbu prakticky nepatrnou. Končetiny jsou hnědé až červenohnědé, tmavě kroužkované.

## Výskyt
Meta temnostní je druhem palearktické oblasti, areál výskytu zasahuje od Evropy až po Dálný východ a severní Afriku. V Česku se tento druh vyskytuje na celém území, ve vhodných stanovištích hojně.

## Ekologie a chování

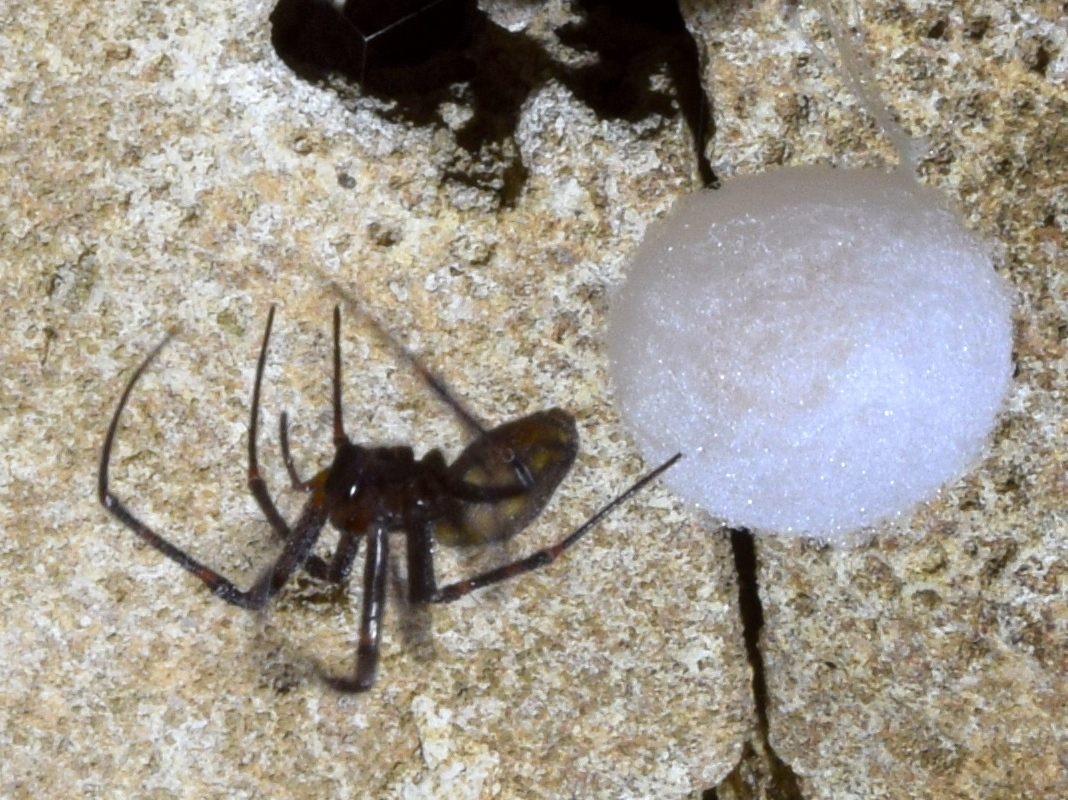
Meta s kokonem

Meta temnostní představuje typického troglobionta, jde tedy o obyvatele jeskyň, skalnatých oblastí, ale i štol, sklepů, tmavých opuštěných budov či studen. Preferuje vlhké, ale ne mokré prostory, s konstantní teplotou minimálně 7 °C.
Podobně jako křižáci si i mety budují kolové sítě, jež však bývají značně redukovány. Dosahují celkové velikosti 20 až 30 cm, přičemž je vyztužuje 8 až 18 paprsků. Kořistí se stává rozličný hmyz a jiní bezobratlí: komárovití, stínky, přezimující motýli, někteří brouci (např. lalokonosci), stonožky, mnohonožky, vzácně i plži. Mety nečíhají ve středu sítě, ale zdržují se na okolních skalních stěnách. Zajímavostí je, že zde i aktivně loví; nezávislost na síti je zřejmě adaptací v návaznosti na nedostatek potravy v podzemí.
Poblíž sítě samice zavěšují i své kokony, které se vyznačují vatovitou podobou, mají průměr asi 2–3 cm a chrání několik stovek vajíček. Zatímco sítě pavouci předou během celého roku, rozmnožování připadá na letní měsíce. Samice své kokony hlídá asi dva až tři měsíce a následně hyne. Tehdy lze v kokonech zřetelně pozorovat tělíčka mláďat. Mláďata v kokonu přezimují a teprve na jaře příštího roku se vydávají k východům z podzemních prostor; a buďto se vydají kolonizovat jiná území, anebo posílí stávající populaci. Celková délka života může činit dva až tři roky.